# Эрпс, Мэри
Мэри Александра Эрпс (англ. Mary Alexandra Earps; род. 7 марта 1993, Ноттингем) — английская футболистка, вратарь «Пари Сен-Жермен» и национальной сборной Англии.

## Клубная карьера
В сезоне 2009/10 Эрпс была включена в состав первой команды «Лестер Сити», став сменщицей основного вратаря клуба Линн Холл. В следующем сезоне подписала контракт с «Ноттингем Форест».
Перед стартом первого в истории сезона Женской суперлиги Футбольной ассоциации — сезона 2011 года — контракт с 18-летней Эрпс подписал «Донкастер Роверс Беллс». Вратарь начала регулярно играть во второй половине сезона 2011 года, а в межсезонье на правах аренды присоединилась к «Ковентри Сити».
Проведя сезон 2012 года в «Донкастере», в преддверии следующего подписала контракт с «Бирмингем Сити». В ноябре 2013 года дебютировала в Лиге чемпионов, выйдя на замену в ответном матче 1/8 финала турнира против «Зоркого». Однако, проиграв конкуренцию в стартовом составе клуба Ребекке Спенсер, была вынуждена сменить команду и с сезона 2014 года выступала за «Бристоль Академи».
За два года в «Бристоле» Эрпс пропустила лишь один матч, однако после вылета команды по окончании сезона 2015 года во 2-ю лигу перешла в «Рединг». По окончании свого первого же сезона в новом клубе футболистка была удостоена включения в состав «Команды года».
В июне 2018 года Эрпс присоединилась к действующим чемпионкам Бундеслиги — «Вольфсбургу». 8 сентября 2018 года она дебютировала за немецкий клуб в матче второго раунда Кубка Германии против «Ганновера».

### Манчестер Юнайтед
В преддверии сезона 2019/20 Эрпс вернулась в Англию, подписав соглашение с «Манчестер Юнайтед». 7 сентября 2019 года в манчестерском дерби против «Сити» состоялся её дебют за новый клуб. 26 февраля вратарь подписала новый контракт с «красными», рассчитанный до июня 2023 года с возможностью продления ещё на год.
Эрпс отыграла 14 матчей в чемпионате на ноль, установив новый рекорд Женской суперлиги в сезоне 2022–23, выиграв «Золотую перчатку», а «Манчестер Юнайтед» занял второе место, что стало лучшим результатом для клуба, и в результате впервые попал в женскую Лигу чемпионов УЕФА .
29 июня 2024 года было объявлено, что Мэри покидает «Манчестер Юнайтед» по истечении срока контракта.

### Пари Сен-Жермен
1 июля 2024 года Эрпс подписала двухлетний контракт с Пари Сен-Жермен.

## Карьера в сборной
Мари Эрпс выступала за сборную Англии до 19 лет на чемпионате УЕФА среди девушек 2012 года, проходившем в турецкой Анталии. Несмотря на то, что англичанки завершили выступление уже на групповом этапе, своей игрой Эрпс заслужила похвалу специалистов. В июле 2013 года, будучи студенткой Университета Лафборо, приняла участие в Летней Универсиаде и в составе сборной Великобритании завоевала золотую медаль женского футбольного турнира.
В апреле 2014 года Эрпс впервые была приглашена на сборы основной национальной сборной. Свой дебютный матч в футболке взрослой команды провела 11 июня 2017 года, выйдя на замену в товарищеской игре против Швейцарии.
8 мая 2019 года была включена в заявку сборной на чемпионат мира 2019.
17 сентября 2021 года Эрпс впервые с ноября 2019 года получила вызов в сборную от нового главного тренера англичанок Сарины Вигман.

## Достижения

### Командные достижения
«Вольфсбург»
- Чемпионка Германии: 2018/19
- Обладательница Кубка Германии: 2018/19

«Манчестер Юнайтед»
- Финалистка Кубка Англии: 2022/23
- Обладательница Кубка Англии: 2023/24

Сборная Великобритании (студ.)
- Чемпионка Универсиады: 2013

Сборная Англии
- Чемпионка Европы: 2022
- Серебряная призёрка Чемпионата мира: 2023
- Обладательница SheBelieves Cup: 2019
- Обладательница Arnold Clark Cup: 2022

### Личные достижения
- Член «команды года» чемпионата Англии: 2016/17
- Кавалер ордена Британской империи: 2023[23]